# Whitechapelmorden

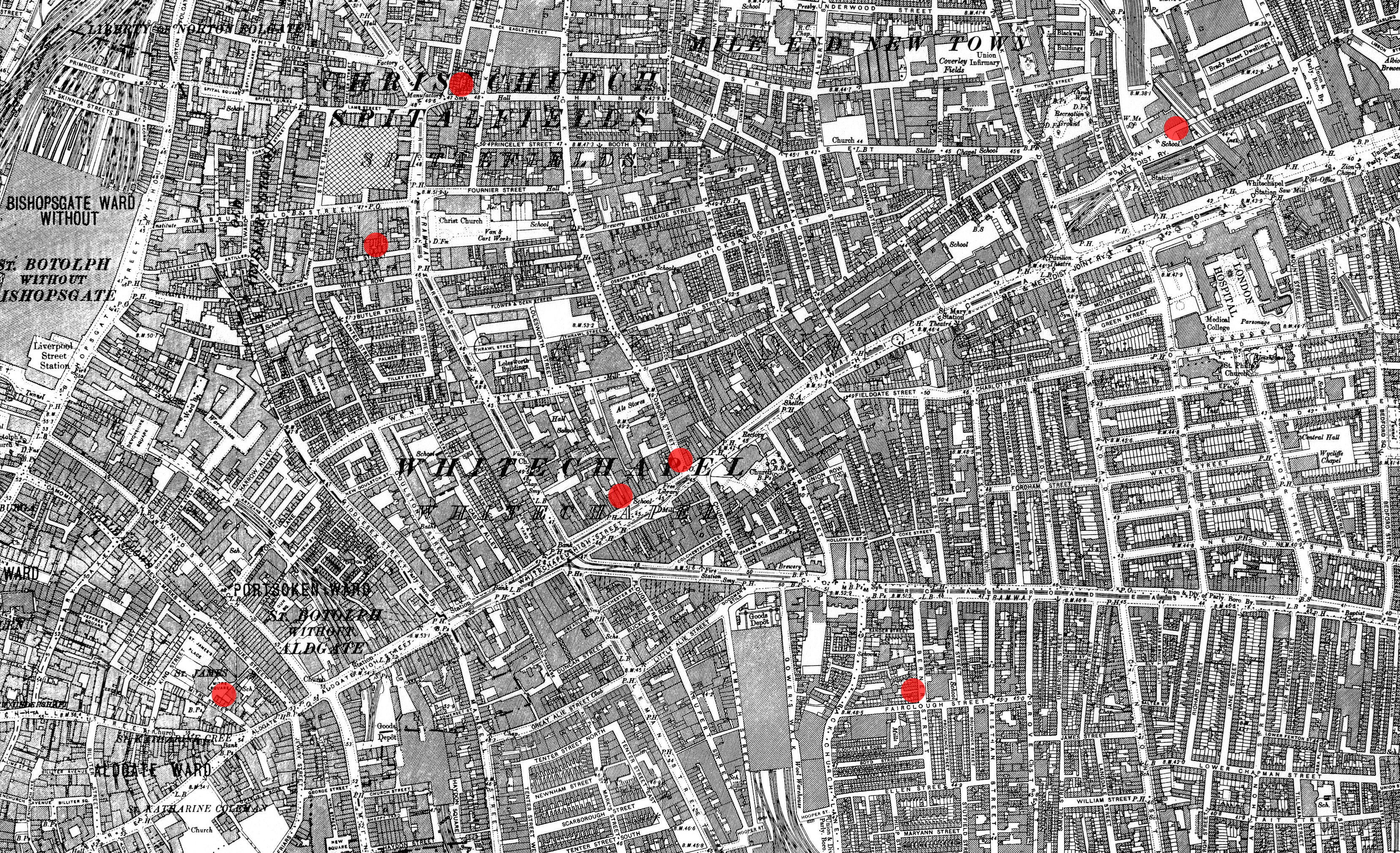
Fotografi över de områden där morden begicks i Whitechapel mellan 1888 och 1891.

Whitechapelmorden förövades i eller i närheten av den fattiga stadsdelen Whitechapel i östra London i England mellan den 3 april 1888 och den 13 februari 1891. 11 kvinnor blev mördade och morden blev aldrig lösta, men vanligen anses den oidentifierade seriemördaren Jack Uppskäraren vara skyldig till dåden. De allra flesta av de mördade kvinnorna försörjde sig som prostituerade.

## Bakgrund och offer
Metropolitanpolisen, City of London Police och andra privata organisationer som Whitechapel Vigilance Committee var alla inblandade i sökandet efter mördaren eller mördarna. Trots omfattande efterforskningar och flera gripanden blev aldrig den skyldige mördaren identifierad.
Den sammanlagda listan på offer som utreddes av polisen och arkiverades i mappen "Whitechapel Murders" är:
- Emma Elizabeth Smith, född 1843, död 3 april 1888
- Martha Tabram, född 10 maj 1849, död 7 augusti 1888 (påträffad mördad med 39 knivhugg på andra våningens trappavsats i hyreshuset George Yard Buildings, George Yard, Whitechapel – inget snitt i halsen och inga organ saknades)
- Mary Ann "Polly" Nichols
- Annie Chapman
- Elizabeth Stride
- Catherine Eddowes
- Mary Jane Kelly;
- Rose Mylett (alias Catherine Mylett, Catherine Millett, Elizabeth "Drunken Lizzie" Davis, "Fair" Alice Downey, "Fair Clara"), född cirka 1862, funnen död 20 december 1888 på Clarke's Yard, High Street, Poplar. Misstankar fanns om att hon strypts med en snara runt halsen, medan vissa utredare inom polisen ansåg att hon i berusat tillstånd kan ha råkat kvävas av kragen på sin klänning.
- Alice McKenzie ("Clay Pipe Alice"), född 1849, död 17 juli 1889 (påträffad i Castle Alley med avskuren hals och med ytliga, mindre snitt i magtrakten – inga organ saknades)

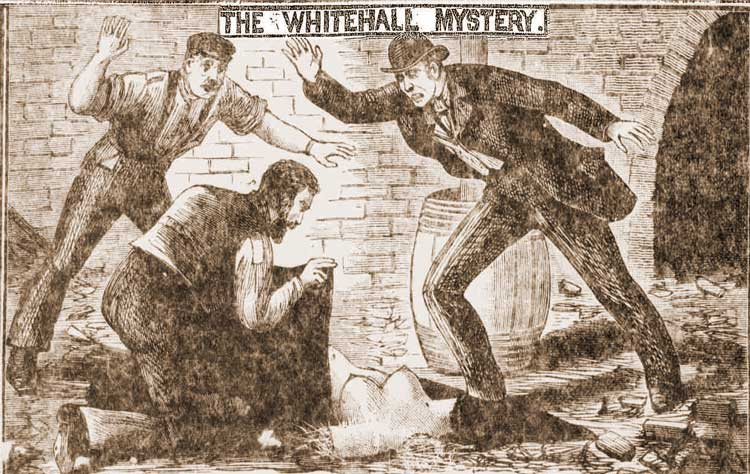
Whitehall-mysteriet.

- "The Pinchin Street Torso". Kvinnlig torso utan huvud och ben funnen i en tunnel under järnvägsviadukten på Pinchin Street, Whitechapel den 10 september 1889. Offrets identitet fastställdes aldrig.[1] Andra torsor eller styckade kroppsdelar hade emellertid uppdagats redan under åren 1873, 1874 och 1887 – Thames Torso Murders eller "Vägbanksmorden" (Embankment Murders) – och den 11 september 1888, mitt under Uppskärarens skräckvälde, påträffades en kvinnoarm vid Themsen nära Pimlico, ungefär två veckor senare ännu en kvinnoarm vid Lambeth Road och den 2 oktober 1888 en huvudlös torso på byggplatsen i en grop under det som senare skulle bli New Scotland Yards källare i Whitehall ("Whitehall-mysteriet"). De olika fallen av styckade kroppsdelar och torsor kan vara individuella brott men det har även spekulerats i att såväl de äldre Thames Torso-fallen som "Whitehall-mysteriet" och "Pinchin Street-torson" kan ha tillhört en serie mord och varit verk utförda av en ensam seriemördare, kallad "Torsomördaren" (The Torso Killer). [2] Det har även debatterats om huruvida Jack Uppskäraren också varit skyldig till torso-morden eller inte.[3]
- Frances Coles (alias Frances Coleman, Frances Hawkins, "Carrotty Nell"), född 1865, funnen mördad i Swallow Gardens, Whitechapel med halsen avskuren den 13 februari 1891 (inga övriga lemlästningar och inga organ saknades).

Andra kvinnor som studerats kritiskt av forskare är Annie Millwood (som attackerades den 25 februari 1888 av en okänd man med en fällkniv och plötsligt avled den 31 mars efter att först ha tillfrisknat) samt Ada Wilson som i sin bostad den 28 mars 1888 knivhöggs i strupen av en man som krävde henne på pengar - Wilson överlevde dock attacken (hennes signalement på mannen var solbränd hy och ljusa mustascher samt att han bar en bredbrättad hatt).

## Gärningsman
Medan polisen och rättsläkarna till viss del föreföll överens om att de fem "kanoniska" offren mördats av Uppskäraren, så behandlade man morden på Emma Elizabeth Smith och Martha Tabram (trots deras arkivering i mappen) som isolerade incidenter (detsamma gäller Wilson och Millwood), medan det uppenbarligen inte rådde lika stor konsensus kring fallen McKenzie och Coles, där viss oenighet kunde märkas både bland polis och läkare. Dock var den viktorianska skvaller- och tabloidpressen snabba med att räkna in Smith och Tabram i Whitechapel-serien (i tidningar som The Illustrated Police News, The Star och The Penny Illustrated Paper kallas Smith för "det första offret", Tabram det andra, Nichols det tredje och så vidare).